# Alien vs Predator (Lynx)
Alien vs Predator (1994) är titeln på ett spel utvecklat av Images. Spelet var avsett att användas tillsammans med en Atari Lynx men släpptes aldrig då Atari avslutat fortsatt försäljning av enheten. Spelet finns endast i form av en betaversion. I spelet kan man spela som antingen Alien, Predator eller soldat.